# 613

## Esdeveniments
- Comença la predicació pública de Mahoma.[1]
- El rei visigot Sisebut dicta disposicions contra els jueus.[2]

## Referèncues
1. ↑  Muhammad Mustafa Al-A'zami (2003), The History of The Qur'anic Text: From Revelation to Compilation: A Comparative Study with the Old and New Testaments, pàg. 26 i 27. UK Islamic Academy. ISBN 978-1-872531-65-6
2. ↑  «La Hispania visigoda», pàg. 143, Historia 16, Temas de hoy, 1995, ISBN 84-7679-275-1